# Вилсонвил (Орегон)
Вилсонвил (енгл. Wilsonville) град је у америчкој савезној држави Орегон.

## Демографија
По попису из 2010. године број становника је 19.509, што је 5.518 (39,4%) становника више него 2000. године.
| Група             | 2000.          | 2010.          |
| Белци             | 12.230 (87,4%) | 15.487 (79,4%) |
| Афроамериканци    | 92 (0,7%)      | 296 (1,5%)     |
| Азијати           | 311 (2,2%)     | 746 (3,8%)     |
| Хиспаноамериканци | 971 (6,9%)     | 2.360 (12,1%)  |
| Укупно            | 13.991         | 19.509         |